# Rezerwat przyrody Retno
Rezerwat przyrody Retno – leśny rezerwat przyrody w gminie Zbiczno, w powiecie brodnickim, w województwie kujawsko-pomorskim. Leży w granicach Brodnickiego Parku Krajobrazowego, na gruntach zarządzanych przez Nadleśnictwo Brodnica.
Zajmuje powierzchnię 33,60 ha. Został powołany Zarządzeniem Ministra Leśnictwa i Przemysłu Drzewnego z 21 września 1981 roku (M.P. z 1981 r. nr 26, poz. 231, § 11). Według aktu powołującego, celem ochrony rezerwatu jest zachowanie zbiorowisk grądowych o cechach zespołów naturalnych.
Rezerwat położony jest na stromych zboczach, dochodzących do 40 m, na zachodnim brzegu jeziora Retno.
Obszar rezerwatu podlega ochronie ścisłej (19,35 ha) i czynnej (14,09 ha).
Do rezerwatu prowadzi rowerowa przyrodnicza ścieżka dydaktyczna o długości około 10 km, która ma swój początek przy siedzibie Brodnickiego Parku Krajobrazowego w Grzmięcy.